# Boarmia reparata
Boarmia reparata är en fjärilsart som beskrevs av Walker 1860. Boarmia reparata ingår i släktet Boarmia och familjen mätare. Inga underarter finns listade i Catalogue of Life.